# 全球变暖停滞

虽然存在持续的全球变暖趋势，1998年至2012年间的全球平均温度呈现出“停滞”现象

1880年至今全球平均地表温度相对于1951年至1980年间平均值的变化幅度。黑线表示全球年平均值，红线表示五年回归平滑值，蓝色误差棒则表示95%置信区间。

全球变暖停滞（英語：global warming hiatus），或称为全球变暖暂停（global warming pause）、全球变暖减速（global warming slowdown），指全球平均地表温度变化相对较小的时期。在当前的全球变暖过程中，虽然许多有力证据表明全球温度呈长期变暖的趋势，但在地表温度记录中却出现了前后15年变暖放缓的时期。这样的停滞期短于传统上用于计算气候平均趋势的30年区间。
1998年至2013年期间，有关全球变暖停滞的说法一直受到公众关注。1998年的超强厄尔尼诺现象导致了当年全球温度的异常增长，使得之后的年平均温度呈现出趋缓的迹象：到2006年1月，一些人认为全球变暖已经停止或暂停。2009年的一项研究表明，数十年没有变暖的现象并不罕见。2011年的一项研究则表明，如果考虑到已知存在的温度自然波动，全球温度上升的趋势并未减缓。 2013年政府间气候变化专门委员会（IPCC）第五次评估报告发布之前，公众对此话题的关注开始增加。尽管担心15年区间太短以致无法确定有意义的变化趋势，但IPCC报告中还是包含了全球变暖停滞相关的内容，指出1998年至2012年这15年间全球温度的线性增长趋势远小于1951年至2012年这60年间的线性增长趋势。多项研究探讨了短期全球变暖放缓的可能原因。尽管地球表面温度的测量数据表明地表变暖的增长率与之前十年相比有所减缓，但对于大气层顶部的测量则发现地球接收的能量多于辐射回太空的能量（地球能量收支为正），整个气候系统仍持续积累能量。
2015年7月一项关于美国国家海洋和大气管理局（NOAA）最新数据集的研究报告对是否存在全球变暖停滞表示怀疑，并认为即使在早些年也没有变暖停滞的迹象。还有研究其他数据集的科学家对此项研究表示认可，尽管他们认为最近的变暖幅度确实比之前要小一些。随后，一项详细研究支持了全球变暖仍在持续的结论，但它也发现2001年至2010年间的变暖程度低于气候模型的预测，并认为这种减速现象可能是太平洋年代际振荡（PDO）的短期波动导致的，在此期间这一波动为负值。另一项研究也认为没有实质性证据表示全球变暖已经暂停。对1970年以来全球温度数据的一项统计研究同样表明，使用“停滞”或“暂停”来描述全球变暖趋势是不合适的。然而，仍有部分气候科学家对此提出质疑，认为最近的数据修正并不能否定全球变暖停滞的存在。
关于全球变暖停滞的讨论因2015年全球温度的变化而有了新的进展。在这一年厄尔尼诺现象开始之前，全球平均温度就已经比前几年增加许多。2015年的变暖现象在很大程度上终结了1998年以来所谓“停滞期”可能影响到全球长期变暖趋势的看法，而此后2016年全球温度更是进一步上升。2017年1月，《科学进展》（Science Advances）杂志上发表的一项研究对近期是否存在变暖暂停现象提出了进一步质疑，并揭示了海洋温度被低估的证据。2017年4月的一项研究则发现，全球温度数据与20世纪70年代以来全球持续稳定变暖的趋势一致，而温度的波动则都在短期浮动的预期范围之内。来自阿拉斯加大学费尔班克斯分校和清华大学的科学家在2017年11月发表的合作研究中发现，近来快速变暖的北极地区的温度数据之前并未囊括在全球平均温度的计算之中，而在将其纳入考量之后所谓的停滞现象便不复存在了。